# 幸運の女神
『幸運の女神』（こううんのめがみ、La dea fortuna）は2019年のイタリアのコメディドラマ映画。
監督はフェルザン・オズペテク、出演はエドアルド・レオとステファノ・アコルシなど。
15年以上ともに暮らしながらも破局の危機にある中年のゲイカップルが、親友のシングルマザーから幼い娘と息子の世話を頼まれたことから、お互いの関係を見つめ直す姿を描いている。
第65回ダヴィッド・ディ・ドナテッロ賞で主演女優賞（ジャスミン・トリンカ）とオリジナル歌曲賞を受賞している。
日本では2020年11月13日から開催されたイタリア映画祭2020において、事前応募制による各回100名限定でイタリア文化会館アニェッリホールで無料上映され、同年11月20日から12月20日まで有料でオンライン配信された。

## ストーリー
アレッサンドロとアルトゥーロは15年以上ともに暮らしているゲイカップルであるが、既に何年もセックスレスであり、それぞれの浮気もあって破局の危機にある。そんなある日、アレッサンドロの親友で、アレッサンドロとアルトゥーロの出会いのきっかけとなったシングルマザーのアンナマリアから、検査入院の数日間、娘のマルティーナと息子のサンドロの世話をしてほしいと頼まれる。幼い子どもたちの世話に戸惑いつつも、アレッサンドロとアルトゥーロは子どもたちとすぐに打ち解ける。
アンナマリアは検査の結果、手術が必要となり、入院が長引くこととなる。引き続き子どもたちを預かること自体は受け入れつつも、互いに不信感を抱いたアレッサンドロとアルトゥーロの関係はますます険悪なものとなる。さらに、アルトゥーロが2年もの間、他の男と交際していたことを知ったアレッサンドロは自らの頻繁な男遊びを棚に上げて激怒し、ついに2人は別れを決意する。一方、アンナマリアは自分にもしものことがあった場合には2人の子どもを全面的にアレッサンドロに委ねる書類を用意していたが、アレッサンドロとアルトゥーロが別れると知り、書類をアレッサンドロに見せるのをやめる。子どもたちの世話が困難となったアレッサンドロは、子どもたちの祖母である、アンナマリアとは疎遠の母エレナに、反対するアンナマリアを説得して、子どもたちを預けることにする。子どもたちをシチリアのバゲリーアに住むエレナのもとに連れて行く旅の中で、アレッサンドロとアルトゥーロの2人が、傷つけ合いながらも、互いに離れがたい存在であることが示される。アレッサンドロとアルトゥーロは子どもたちをエレナに預けたことをアンナマリアに報告するが、手術を翌朝に控えたアンナマリアは容体が急変し、そのまま亡くなってしまう。
エレナの住む屋敷で執り行われたアンナマリアの葬儀の場で、マルティーナとサンドロの姿が見えないことを訝しんだアレッサンドロとアルトゥーロを、エレナは激しく侮辱する言葉で追い出す。長年にわたって屋敷で働いているお手伝いのレアは、2人を見送る途中で、アレッサンドロとアルトゥーロなら子どもたちを愛情を持って育ててくれると期待していたが、2人の間の「厄介事」で今の状況になってしまったことを残念に思うと吐露する。そして、エレナが子どもたちを虐待しており、またかつて実の息子であるロレンツォを見殺しにしていたことを仄めかす。一旦は諦めて帰ろうとした2人だったが、「厄介事」は1つでも2つでも変わらないと意を決すると、レアの助力もあり、閉じ込められていたマルティーナとサンドロを救い出す。未成年者誘拐の罪で逮捕される可能性もある中、2人は子どもたちと海辺で夜を明かす。朝になり、4人は下着姿で海に浸かる。そして、かつてサンドロがアレッサンドロたちに紹介した「幸運の女神（フォルトゥーナ）の秘密」である魔法のトリック「大好きな人といつも一緒にいられる方法」を実行する。相手をじっと見つめ、その姿を盗み、目を閉じると、その相手が心の中まで入ってきて、その相手はいつまでも永遠に一緒にいてくれるのである。
その後、4人がどうなったのかは明らかにされないまま物語は終わる。

## キャスト
- アレッサンドロ: エドアルド・レオ - 水道修理工。1977年1月27日生。
- アルトゥーロ: ステファノ・アコルシ - 翻訳家。大学教授や作家になる夢を諦めた過去がある。
- アンナマリア・ムスカラ: ジャスミン・トリンカ - アレッサンドロの親友。シングルマザー。1981年7月10日生。
- エズラ: セッラ・ユルマズ（トルコ語版） - アレッサンドロたちの友人。移民。ウェディングプランナー。
- エレナ・ムスカラ: バルバラ・アルベルティ（イタリア語版） - アンナマリアの母。男爵夫人。
- マルティーナ・ムスカラ: サラ・チョッカ - アンナマリアの娘。2007年2月15日生。
- アレッサンドロ（サンドロ）・ムスカラ: エドアルド・ブランディ - アンナマリアの息子。2011年11月21日生。
- ジネヴラ: ピア・ランチョッティ - アレッサンドロたちの友人。水道管などの備品を売る店を経営。
- ミーナ: クリスティーナ・ブガッティ（イタリア語版） - アレッサンドロたちの友人。エズラの娘[注 1]。ウェディングプランナー。
- フィリッポ: フィリッポ・ニグロ（イタリア語版） - ジネヴラの夫。記憶障害だが常にジネヴラに恋をする。
- 医師: カルミネ・レカーノ（イタリア語版） - アンナマリアの担当医。
- ミケーレ: マッテオ・マルターリ（イタリア語版） - アルトゥーロと2年間交際してきた画家。
- レア: ドーラ・ロマーノ - ムスカラ家のベテランのお手伝い。エレナを姉のように慕っているが、彼女の悪行に心を痛めている。

## 製作
主要撮影は2019年5月15日にローマで始まり、約8週間の予定でローマとパレルモで行われた。
タイトルの「La dea fortuna（幸運の女神）」は、ローマ近郊の小さな町パレストリーナにあるフォルトゥーナ・プリミゲニア神域に因んでおり、物語の中ではアンナマリア（ジャスミン・トリンカ）が働いている場所である。
ディオダートによる主題歌「Che vita meravigliosa」のミュージックビデオは東京で撮影されており、日本でのリリースの予定がないにもかかわらず、「なんて素晴らしい人生だ」との日本語タイトルもビデオ内でクレジットされている。

## 作品の評価

### 映画批評家によるレビュー
Rotten Tomatoesによれば、7件の評論の全てが高評価で、平均点は10点満点中7.8点となっている。
Metacriticによれば、2件の評論のうち、高評価は1件、賛否混在は1件、低評価はない。

### 受賞歴
| 賞                                   | 部門                           | 対象                                                               | 結果       |
| ------------------------------------ | ------------------------------ | ------------------------------------------------------------------ | ---------- |
| 第65回ダヴィッド・ディ・ドナテッロ賞 | オリジナル脚本賞               | ジャンニ・ロモーリ シルヴィア・ランファーニ フェルザン・オズペテク | ノミネート |
| 第65回ダヴィッド・ディ・ドナテッロ賞 | 主演女優賞                     | ジャスミン・トリンカ                                               | 受賞       |
| 第65回ダヴィッド・ディ・ドナテッロ賞 | オリジナル歌曲賞               | ディオダート 「Che vita meravigliosa」                             | 受賞       |
| 第65回ダヴィッド・ディ・ドナテッロ賞 | ダヴィッド・ジョヴァニ賞       |                                                                    | ノミネート |
| 第75回ナストロ・ダルジェント賞       | 作品賞                         |                                                                    | ノミネート |
| 第75回ナストロ・ダルジェント賞       | 監督賞                         | フェルザン・オズペテク                                             | ノミネート |
| 第75回ナストロ・ダルジェント賞       | 脚本賞                         | ジャンニ・ロモーリ シルヴィア・ランファーニ フェルザン・オズペテク | ノミネート |
| 第75回ナストロ・ダルジェント賞       | 主演男優賞                     | ステファノ・アコルシ エドアルド・レオ                              | ノミネート |
| 第75回ナストロ・ダルジェント賞       | 主演女優賞                     | ジャスミン・トリンカ                                               | 受賞       |
| 第75回ナストロ・ダルジェント賞       | 作曲賞                         | パスクァーレ・カタラーノ                                           | 受賞       |
| 第75回ナストロ・ダルジェント賞       | オリジナル歌曲賞               | ディオダート 「Che vita meravigliosa」                             | 受賞       |
| 第75回ナストロ・ダルジェント賞       | キャスティング・ディレクター賞 | ピーノ・ペレグリーノ                                               | ノミネート |
| 第75回ナストロ・ダルジェント賞       | 今年の「カメオ」賞             | バルバラ・アルベルティ                                             | 受賞       |